# Inštitut za religiologijo, ekumenizem in dialog Teološke fakultete v Ljubljani
Inštitut za religiologijo, ekumenizem in dialog je znanstveno-raziskovalni inštitut, ki deluje v okviru Teološke fakultete Univerze v Ljubljani.
Trenutni predstojnik inštituta je prof. dr. Drago Karl Ocvirk.